# バルウィン高校
バルウィン高校（バルウィンこうこう、英語: Balwyn High School）は、オーストラリア・ビクトリア州のメルボルン郊外にあるバルウィン・ノースで1954年に設立された公立高校（7年生 - 12年生）である。
2013年2月現在、1948人の生徒が在籍しており、ビクトリア州内で4番目に規模の大きい高校となっている。
終戦後、生徒数は多く増えていた。学校のホールは在校生保護者の寄付で建てられ、当時の校長であるアチボルド・ローガス氏（Archibald M. Rogers）の名前で名付けられている。大型学級を管理することで得た経験を駆使し、高レベルの先進科学教育を提供している。本校の大勢の卒業生は学術団体、政府関係の企業や大企業に就職している。
学校の建物は、1994年に近隣にあるグレソーン高校と統合後、リフォーム工事が行われた。1996年より、本校が提唱している「留学生プログラム」に基づき、多くの留学生を積極的に受け入れている。

## 進学実績
2006年本校のENTER（現・ATAR）中央値は85.70で、40.06%の生徒は90以上、5.07%の生徒は99以上の評価を獲得した。また、2004年度には、55人の生徒は97以上の成績を獲得し、全生徒のENTER中央値は86.95であった。2006年、本校はビクトリア州内のATAR中央値ランキングで第6位となっている。

## 課外活動
バルウィン高校では、音楽、スポーツ、ディベート、応援隊、コミュニティーサービスなど、いろいろな課外活動が開設されている。そのうち、音楽アクティブティは初・中・中高・高級の弦楽、合唱団およびフルオーケストラ団、ミニオーケストラ団のほかにいろいろな個人グループによって成り立たれている。また、応援団である「Skyraiders」は2007年に行われたオーストラリア全国応援団選手権大会においてPomおよびStunt項目で金メダル、総合第2位の成績を獲得している。
バルウィン高校はほかにも社会アクティブティ、SRC（生徒評議会）、将棋、アニメなど、生徒が中心に活動するクラブは豊富である。特にそのうちの将棋クラブは、よく州大会に出場している。

## スポーツ
バルウィン高校にはスポーツ施設が完備しており、いろいろなスポーツチームが存在している。一部のスポーツチームはビクトリア州内の強豪校と比べても遜色しないレベルである。

## 留学生プログラム
バルウィン高校では「留学生プログラム」(International student program)が実施されている。2007年に、合計107人の留学生はバルウィン高校に在学しており、一年間の学費は一人で11800ドルである。その一方、現地の生徒は毎年一人で900ドル（払わなくてはいけないわけではない）だけを支払っている。バルウィン高校は2007年に留学生プログラム通して、合計で112万ドル以上の収入を得た。ビクトリア州教育部長　ボルウィン・パイク(Burwyn Pike)はこれを「学校の金稼ぎ計画」と称することを否定していたが、オーストラリア教育連盟主席のマリー・ブルート（Marry bluett）は「もちろん、この制度は学校財政を振興する面では非常に有効だ」と発言した。

## 校歌
| Constanter ac Fideliter （英語版） | 常に忠誠を （日本語訳） |
| --- | --- |
| Our tribute to our High School We'll pay with words of praise; This song we'll sing together With pride, its flag we'll raise. Six years of study spent here, Our minds shall shape and frame; To live a life we aim to, Most worthy, free of blame. "Constanter ac Fideliter", Our motto, it will be. | 我らの母校に敬意を 最高の言葉で讃えよ 一緒にこの歌を歌い 誇りをもち、旗が昇るんだ 学窓の六年間が 我らの頭を充実させ 自分の目標に向ける生活は 一番貴重なものだ 「常に忠誠を」 我ら永遠のモットになり |

外部視聴リンク(YouTube)

## その他
バルウィン高校は四つのハウス（生徒グループ）を有し、それぞれチャーチル（Churchill）、ストラスモア（Strathmore）、ウィンザー（Windsor）、エディンバラ（Edinburgh）と名付けられている。最近はネットいじめ防止のため「学校セキュリティ対策」が導入されている。2009年、ビクトリア州2009-2010年度の財政予算は本校「第三ステージ」の学校リフォーム計画を承認し、この計画には新たな美術棟を増設するほか、老朽化が進んだ二つの校舎（Bブロック及びCブロック）の建て替えも含まれている。ビクトリア州連邦政府は、「学校の近代化」を実現させるために、本校教育施設の更新・増設に112万ドルを交付した。
2019年5月28日夜、バルウィン高校の生徒ポータルサイト（Compass）はサイバー攻撃を受けたため、人種差別や攻撃的な発言を含んだメッセージが教師用アカウントより公開された。